# Ala I Asturum

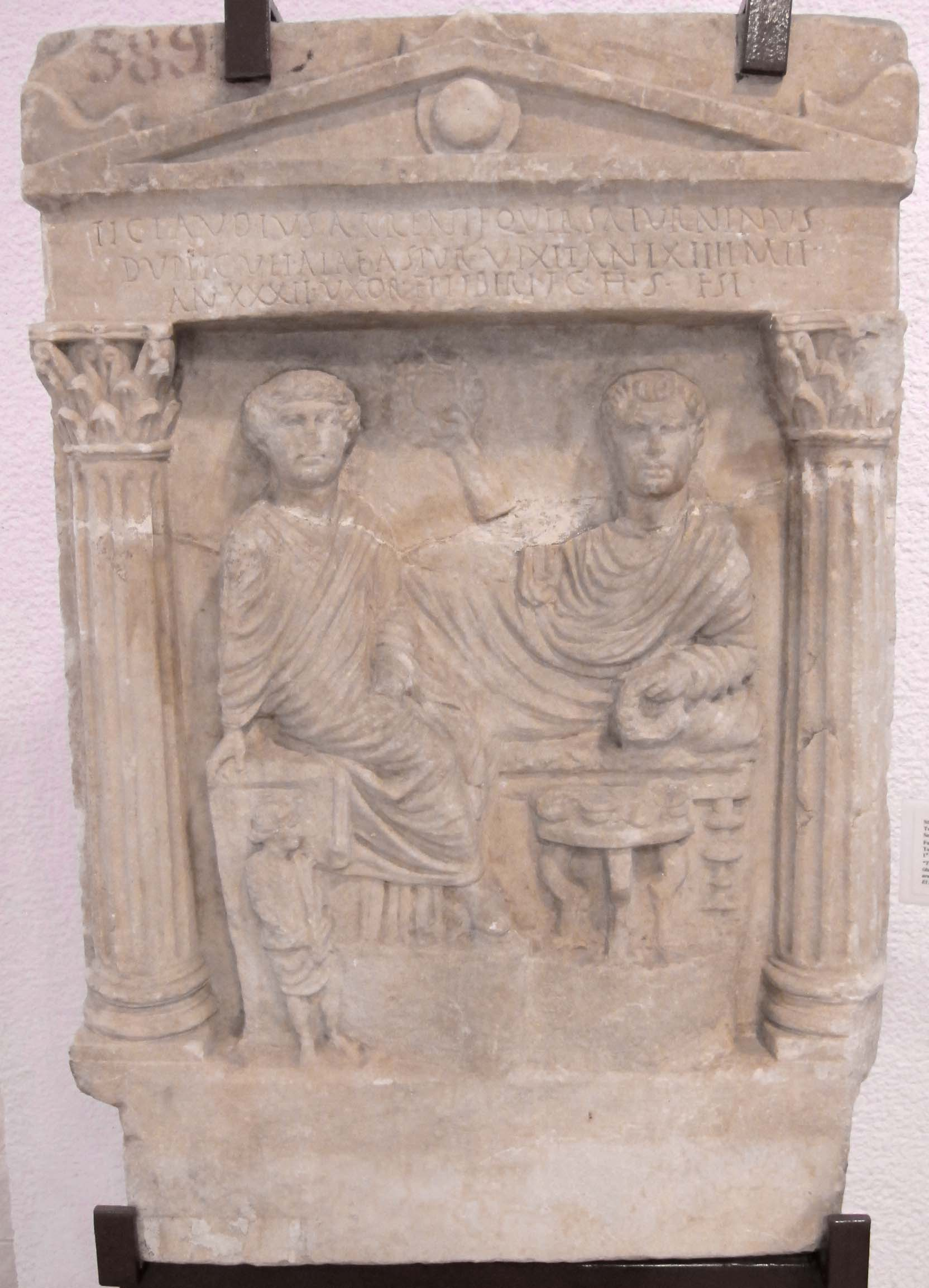
Der Grabstein des Tiberius Claudius Saturninus

Die Ala I Asturum (deutsch 1. Ala der Asturer) war eine römische Auxiliareinheit. Sie ist durch Militärdiplome, Inschriften und Ziegelstempel belegt.

## Namensbestandteile
- Ala: Die Ala war eine Reitereinheit der Auxiliartruppen in der römischen Armee.

- I: Die römische Zahl steht für die Ordnungszahl die erste (lateinisch prima). Daher wird der Name dieser Militäreinheit als Ala prima .. ausgesprochen.

- Asturum: der Asturer. Die Soldaten der Ala wurden bei Aufstellung der Einheit aus dem Volk der Asturer auf dem Gebiet des conventus Asturum (mit der Hauptstadt Asturica Augusta) rekrutiert.[1][2]

Da es keine Hinweise auf den Namenszusatz milliaria (1000 Mann) gibt, war die Einheit eine Ala quingenaria. Die Sollstärke der Ala lag bei 480 Mann, bestehend aus 16 Turmae mit jeweils 30 Reitern.

## Geschichte
Die Ala war in den Provinzen Germania, Moesia inferior und Dacia inferior (in dieser Reihenfolge) stationiert. Sie ist auf Militärdiplomen für die Jahre 99 bis 150 n. Chr. aufgeführt.
Die Einheit wurde vermutlich unter Augustus oder Tiberius aufgestellt und danach an den Rhein verlegt. Wahrscheinlich wurde sie unter Claudius oder Vespasian von Germania nach Moesia verlegt. Der erste Nachweis in Moesia beruht auf einer Inschrift, die auf 31/100 datiert ist. Durch Diplome ist die Einheit erstmals 99 in Moesia inferior nachgewiesen. In den Diplomen wird die Ala als Teil der Truppen (siehe Römische Streitkräfte in Moesia inferior) aufgeführt, die in der Provinz stationiert waren. Weitere Diplome, die auf 105 datiert sind, belegen die Einheit in derselben Provinz.
Die Ala nahm wahrscheinlich an den beiden Dakerkriegen Trajans teil und wurde danach in der neuen Provinz Dacia stationiert. Der erste Nachweis in Dacia inferior beruht auf einem Diplom, das auf 125/126 datiert ist. In dem Diplom wird die Ala als Teil der Truppen (siehe Römische Streitkräfte in Dacia inferior) aufgeführt, die in der Provinz stationiert waren. Weitere Diplome, die auf 129/130 bis 150 datiert sind, belegen die Einheit in derselben Provinz.
Der letzte Nachweis der Einheit in Dacia beruht auf einer Inschrift, die auf 209/211 datiert ist.

## Standorte
Standorte der Ala in Dacia inferior waren möglicherweise:
| - Kastell Boroșneu Mare: ein Ziegel mit dem Stempel der Einheit wurde hier gefunden. - Kastell Cigmău: eine Inschrift wurde hier gefunden. | - Kastell Hoghiz: Ziegel mit dem Stempel der Einheit wurden hier gefunden. |

## Angehörige der Ala
Folgende Angehörige der Ala sind bekannt:

### Kommandeure
| - [Ae]l(ius) Gem(inus) Ant(onius), ein Präfekt (CIL 3, 1393) - C(aius) Nonius Caepianus, ein Präfekt (CIL 11, 393). Er war auch Präfekt der Cohors III Brittonum und Praepositus des Numerus Equitum Electorum Ex Illyrico. - Flavius Nonianus: er wird auf einem Diplom von 146 als Kommandeur genannt. - Lucius Baebius Iuncinus, ein Präfekt | - Lucius Seius Avitus: er wird auf einem Diplom von 105 als Kommandeur genannt. - Publius Varius Valentinus: er wird auf dem Diplom von 123 als Kommandeur genannt. - Tiberius Iulius Agricola: er wird auf zwei Diplomen von 99 als Kommandeur genannt. - Titus Prifernius Paetus Memmius Apollinaris, ein Präfekt |

### Sonstige
| - Albanus, ein Reiter (CIL 13, 2613) - Aurelius Teres, ein Veteran (IDRE-02, 00353) - C(aius) Valerius Saturninus, ein Decurio (CIL 11, 393) - L(ucius) Pontiu[s] Seneca, ein Decurio (AE 1981, 786) - Meticus, ein Soldat: ein Diplom von 99 (CIL 16, 45) wurde für ihn ausgestellt. - Primus, ein Soldat: ein Diplom von 99 (RMM 8) wurde für ihn ausgestellt. | - Thiampo, ein Soldat: ein Diplom von 146 (ZPE-176-225) wurde für ihn ausgestellt. - Ti(berius) Bassus, ein Veteran und ehemaliger Decurio (ILN 56) - Ti(berius) Claudius Saturninus, ein Veteran und ehemaliger Duplicarius (AE 1988, 998) - Timia, ein Sesquiplicarius: das Diplom von 123 wurde für ihn ausgestellt. - Urbanus, ein Soldat: ein Diplom von 105 (RMM 11) wurde für ihn ausgestellt. - Victor, ein Reiter (AE 1990, 732) |